# Église Saint-Pierre de Lancôme
Pour les articles homonymes, voir Église Saint-Pierre.
L'église Saint-Pierre est une église catholique située à Lancôme, en France.

## Localisation
L'église est située dans le département français de Loir-et-Cher, sur la commune de Lancôme.

## Historique
L'édifice est classé au titre des monuments historiques en 1990.
Elle fit partie des possessions de l’Abbaye de la Trinité de Vendôme